# Grata Recordatio
Grata Recordatio – trzecia encyklika papieża Jana XXIII sygnowana datą 26 września 1959 r. o modlitwie różańcowej w intencji Kościoła, misji oraz problemów międzynarodowych i społecznych. 